# Bruiloft in Hardanger
Bruiloft in Hardanger (Noors: Brudeferd i Hardanger) is een van de beroemdste Noorse schilderijen, gemaakt in 1848 door Adolph Tidemand en Hans Fredrik Gude.
De afmetingen van het schilderij zijn 93 x 130 cm. Het hangt in het Nationaal kunstmuseum in Oslo. Het is een typisch voorbeeld van een gezamenlijk werk waarin Tidemand de landschappen schilderde en Gude de personages.
Het kunstwerk valt binnen de Noorse, enigszins nationalistische romantiek. De romantische afbeelding toont een jong bruidspaar in Noorse klederdracht in een bootje in een aftakking van de Hardangerfjord. De bruid draagt haar bruidskroon. Daarachter is nog een volgbootje met bruiloftsgasten te zien.
Het schilderij vormde later een onderdeel van festiviteiten in het Christiania Theater in Oslo in 1849. Het schilderij werd hiervoor op groot formaat nageschilderd en vormde zo een decorstuk. Daarvoor werd een daadwerkelijke boot geplaatst met bruiloftsgasten. De avonden werden opgeluisterd door teksten van Andreas Munch en muziek van Haldan Kjerulf.